# Індольська низовина
Індольська низовина — низовина (низинна рівнина) на північному сході Кримського півострова . Розташована між гирлом річки Мокрий Індол (Індол) і південним краєм коси Арабатська стрілка, прилеглої до південно-східної частини затоки Сиваш (Південний Сиваш) Азовського моря . Займає північний схід Радянського району, північ Кіровського району, північно-західний край Ленінського району Криму.

## Опис
На півночі розташована затока Сиваш Азовського моря, на північний захід уздовж Сивашу переходить у Присиваську низовину, на схід — Керченська височина, на південь — Центрально-Кримська височина . Низовині відповідає Східний Присиваський район фізико-географічної області Північно-Кримський низовинний степ — західна її частина, Індольський район фізико-географічної області Центрально-кримський рівнинний степ — східна . Відповідно до іншої характеристики, північна частина низовини — Південно-Сиваський район Присивасько-Кримської низовинної області, південна частина — Індольський район Центрально-Кримської підвищеної області . Її поверхня підвищується з півночі на південь від 0 до 30 м. Найнижча точка — урізання води затоки Сиваш -0,4 м. Найвищою точкою служить безліч безіменних пагорбів.
Берегова лінія затоки Сиваш плавна, слабо-звивиста, на відміну від Західного Сиваша. Тут розташовані нечисленні ділянки суші, які періодично затоплюються (водами Сиваша) під дією вітру — вітрових нагонів. Найбільша ділянка розташована біля села Краснівка. На низовині немає озер, є невеликі ставки. Тут протікають річки Мокрий Індол, Субаш, Чурюк-Су, балка Курпеченка; створені канали (що на північ від Північно-Кримського каналу).
|                                                   |                         |                            |
| Прибережно-водний комплекс на Арабатській стрілці | Ландшафт низовини: степ | Ландшафт низовини: солонці |

Клімат помірно жаркий, з помірно м'якою зимою, дуже посушливий у західній частині і посушливий у східній частині області.
Геологія. Низовина відповідає Індоло-Кубанському крайовому прогину, представляючи його сухопутну частину Скіфської плити. Полого похила хвилястолощинна поверхня рівнини складається з червоно-бурих глин із прошарками галечників і з лісоподібних суглинків. У долинах річок річкові галечники перекриті суглинками до 3-5 м потужності.
Ґрунти: темно-каштанові низькогумусоакумулятивні (на лісових породах) . Зустрічаються солонці.

## Природа
Природа Індольської низовини представлена типовими типчаково-ковиловими і різнотравно-типчаково-ковиловими степами. Тут зустрічаються лісосмуги, вкрай мало садів і виноградників. Немає лісів.
Для охорони природних комплексів створений Арабатський заказник загальною площею 600 га.